# Lantsch
Lantsch (ufficialmente Lantsch/Lenz, in cui Lantsch è la denominazione in romancio e Lenz quella in tedesco, ufficiale fino al 1943; in italiano Lanze, desueto) è un comune svizzero di 535 abitanti del Canton Grigioni, nella regione Albula.

## Geografia fisica
Lantsch è situato nella valle dell'Albula, sulla sponda destra, lungo la strada cantonale per Lenzerheide. Dista 23 km da Coira, 34 km da Davos e 54 km da Sankt Moritz. Il punto più elevato del comune è la cima dell'Aroser Rothorn (2 980 m s.l.m.), che segna il confine con Albula e Arosa.

## Storia
I primi segni di un insediamento si hanno già nella prima età del ferro; nel I secolo a.C. vi fu un insediamento celtico e in seguito i Romani lo utilizzarono come punto di passaggio delle merci e truppe che provenivano dal passo del Giulio. Citato in età carolingia come "Lanzes", nel Medioevo passò di mano a varie casate; dal 1477 al 1652 fu un possedimento austriaco. Lantsch si trovava su un importante crocevia commerciale per la regione e possedeva i diritti di dazio per le strade che portavano al passo dell'Albula, al passo del Giulio e alla valle della Landwasser.

### Simboli
Lo stemma ha sfondo blu, con un cavallo argento carico di botti rosse. I colori appartengono ai Von Vaz e il cavallo con il carico ricorda che Lantsch era un importante punto di passaggio commerciale.

## Monumenti e luoghi d'interesse

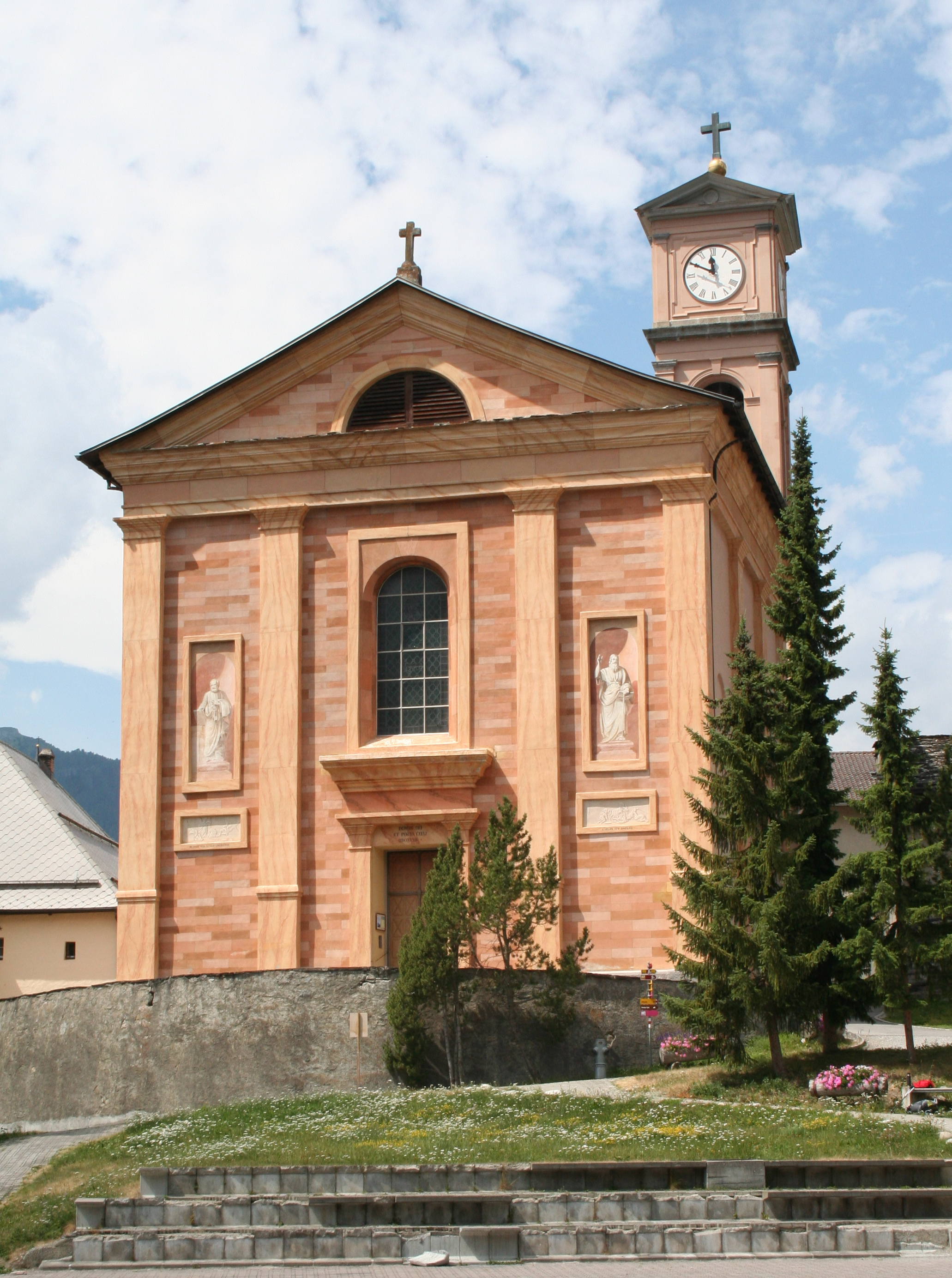
La chiesa di Sant'Antonio di Padova

- Chiesa cattolica di Sant'Antonio di Padova, eretta nel 1656[1];
- Cappella cattolica di Santa Maria (in romancio veglia baselgia Santa Maria), attestata dal IX secolo[1] e iscritta nell'inventario dei beni culturali svizzeri d'importanza nazionale e regionale[senza fonte];
- Cappella cattolica di San Cassiano, attestata dal 1405[1];
- Parco Ela

## Società

### Evoluzione demografica
L'evoluzione demografica è riportata nella seguente tabella:
Abitanti censiti

### Lingue e dialetti
Meno del 20% dei residenti parla romancio, il resto parla tedesco (circa 54%) e italiano (circa 2%).

## Economia
Lantsch è una località di villeggiatura estiva (escursionismo, alpinismo) e invernale (stazione sciistica).

## Infrastrutture e trasporti
La stazione ferroviaria più vicina è quella di Tiefencastel della Ferrovia Retica, a 6 km. L'uscita autostradale di Thusis, sulla A13/E43, dista 17 km.